# Войнувка (Мазовецьке воєводство)
Войнувка (пол. Wojnówka) — село в Польщі, у гміні Вішнево Млавського повіту Мазовецького воєводства.
Населення — 176 осіб (2011).
У 1975-1998 роках село належало до Цехановського воєводства.

## Демографія
Демографічна структура станом на 31 березня 2011 року:
|          | Загалом | Допрацездатний вік | Працездатний вік | Постпрацездатний вік |
| -------- | ------- | ------------------ | ---------------- | -------------------- |
| Чоловіки | 81      | 20                 | 53               | 8                    |
| Жінки    | 95      | 34                 | 47               | 14                   |
| Разом    | 176     | 54                 | 100              | 22                   |